# Таврион
Таврион, Тавр — мужское имя. В переводе с латинского означает «житель Таврии», в переводе с греческого — бык.
Именины: 20 (7) ноября.
Святые покровители: Св.мученик Таврион за веру Христову усечён мечом при Юлиане Отступнике.
- Суеверия, приметы, обычаи. Если на Тавриона иней, ожидай больших снегов, а начинается день туманом — быть ростепели[источник не указан 3282 дня][значимость?].

- Зодиак имени — Скорпион. Планета — Сатурн. Цвет имени — бордовый. Благоприятное дерево — тальник. Заветное растение — дикая гвоздика. Покровитель имени — уж. Камень-талисман — аквамарин[источник не указан 3282 дня][значимость?].

- Имя и характер. Таврион обладает хорошей интуицией, умеет обходить острые углы и, если надо, действовать с хитростью. Трудно сходится с людьми и так же нелегко расстаётся[источник не указан 3282 дня][значимость?].

## Имя в истории и литературе
- Таврион (Батозский) — архимандрит Русской православной церкви.
- Тавры — древние жители Херсонеса Таврического, теперешнего Крыма: вероятно, потомки загадочных киммерийцев, поражавших Геродота своей воинственностью и колдовской силой.